# Domenico Zampieri
Domenico Zampieri (ou Domenichino) (Bolonha, 21 de outubro de 1581 — Nápoles, 6 de abril de 1641) foi um pintor barroco italiano da Escola Bolonhesa ou Escola Carracci de pintura, em estilo barroco.

## Biografia

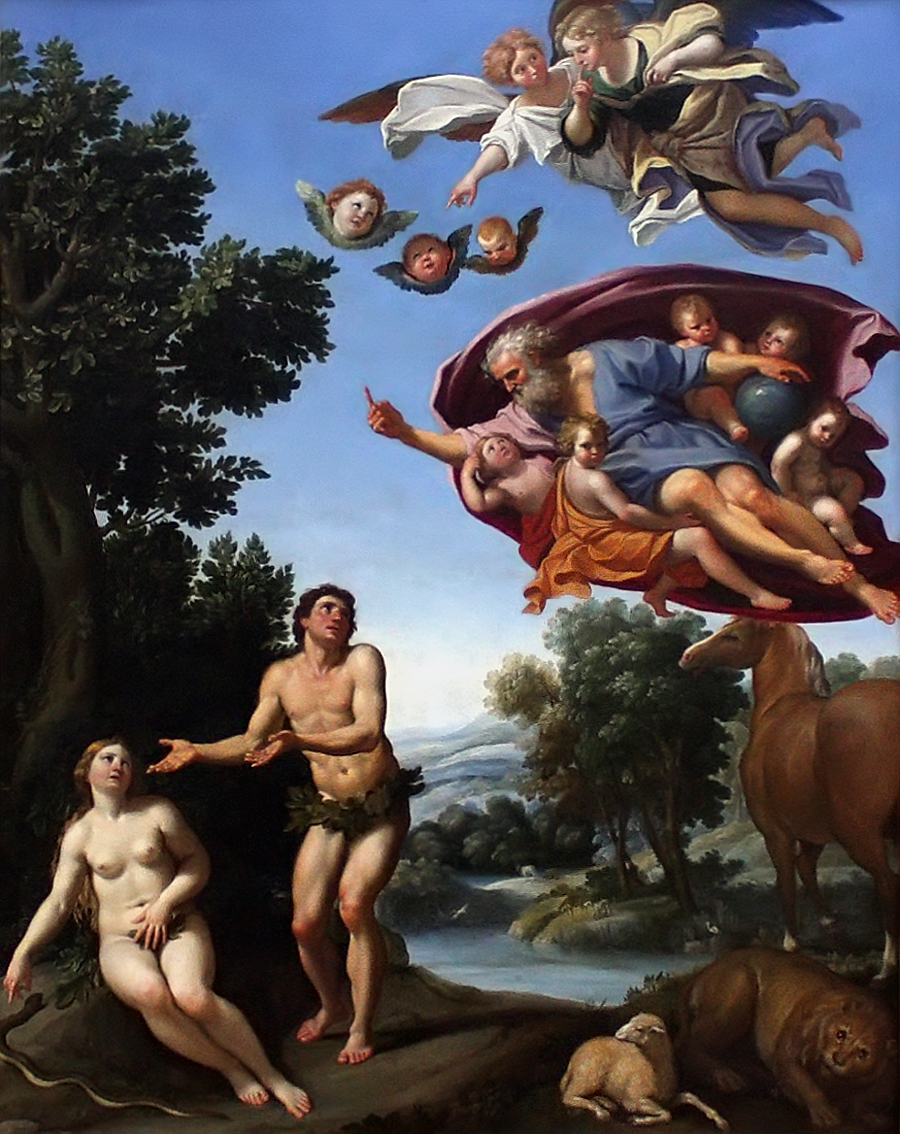
Adão e Eva, 1633
Museu de Grenoble, França

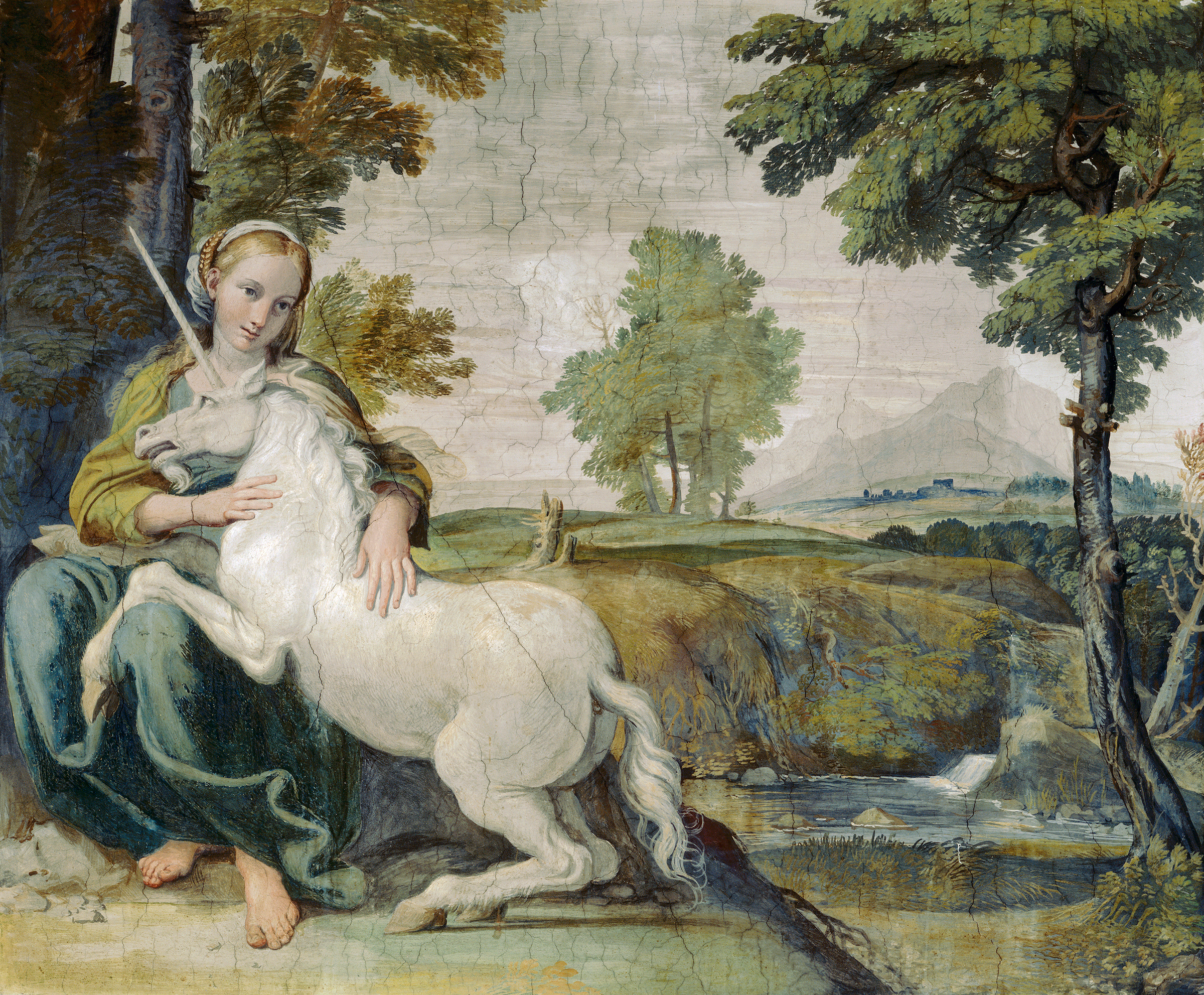
A dama e o unicórnio, afresco no Palazzo Farnese em Roma, obra atribuída a Domenichino, c. 1602

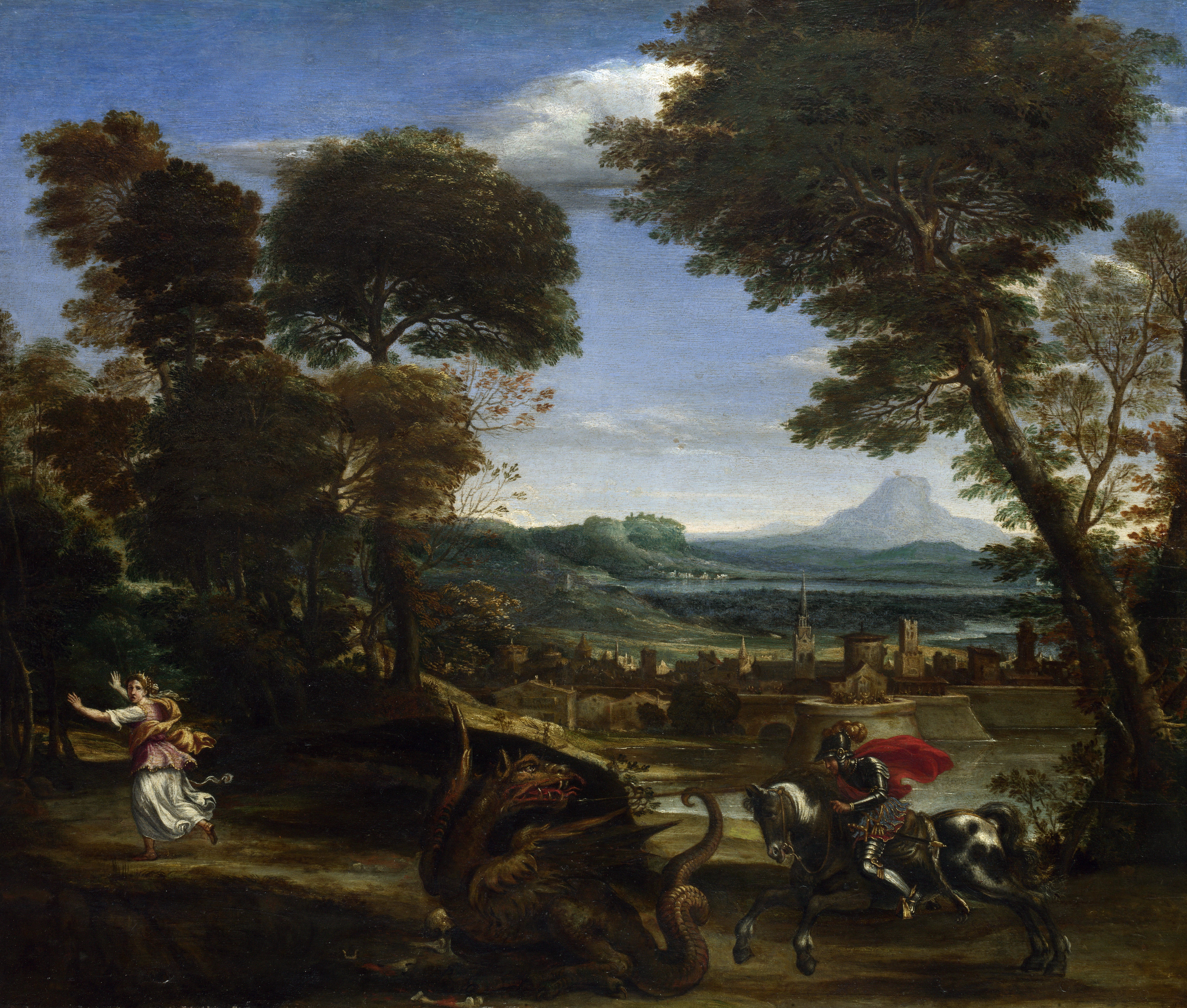
São Jorge matando o Dragão, c. 1610, Galeria Nacional de Londres

Domenico era filho de um sapateiro e foi aprendiz de Denys Calvaert, mas cedo deixou o estúdio para trabalhar na Accademia degli Incamminati dos irmãos Carracci.
Ao mudar-se para Roma, em 1601, converteu-se num dos aprendizes mais talentosos do círculo de Annibale Carracci, e trabalhou junto a grandes mestres contemporâneos como Albani e Guido Reni, como também junto a rivais destes, a exemplo de Lanfranco.
Devido à sua baixa estatura recebeu a alcunha de Domenichino (pequeno Domingos). Além de "a dama e o unicórnio", cuja autoria lhe é atribuída, pintou para o Palazzo Farnese três imagens mitológicas.
Com apoio do Monsenhor Giovanni Battista Agguchi, mordomo do Cardeal Aldobrandini e mais tarde do Papa Gregório XV, e do irmão de Giovanni, o cardeal Girolamo Aggychi, Demenichino obteve o encargo de pintar a capela do Santissimi Fondatori na basílica medieval de Grottaferrata (1605-10), sita a alguns quilômetros de Roma, e onde o abade titular era Odoardo Farnese. Também recebeu a encomenda de afrescos para a igreja de Sant'Onofrio al Gianicolo.
Junto a Albani participou da decoração do Palazzo Mattei di Giove (1606-07) e da Villa Odescalchi, em Bassano di Sutri (hoje Bassano Romano). Com Reni realizou os afrescos do Oratorio di Sant'Andrea al Celio (na igreja de San Gregorio Magno al Celio), na qual diz-se que o artista laborou com tanta paixão, usando palavras e gestos ameaçadores, que Annibale Carracci, surpreendendo-o, exclamara com alegria: "Hoje, meu caro Domenichino, você está a me ensinar".
Depois da morte de Annibale, em 1609, o cenário artístico romano estava dominado pelos discípulos do mestre. As encomendas seguintes de Domenico foram afrescos com cenas da vida de Santa Cecília para a Capela Polet de San Luigi dei Francesi (1613-14).
Pintou afrescos no Quirinale, em San Carlo ai Catinari, na Basílica de Santa Maria em Trastevere, em Sant'Andrea della Valle e Santa Maria della Vittoria, em Roma, assim como na Villa Aldobrandini, de Frascati.
Tanto Annibale como Domenichino estiveram entre os poucos artistas do início do barroco romano, e influíram Claude Lorrain na fase seguinte.

## Obras selecionadas
- São João Evangelista, 1621-1629 (leiloado em Londres em dezembro de 2009 por mais de £ 9,2 milhões, adquirido por outro comprador com a condição de ser colocado em exibição pública por três meses a cada ano).
- A Virgem, o Menino Jesus e João Batista (A Madona do Silêncio), c. 1605, Museu do Louvre
- Uma Virgem com um Unicórnio, c. 1604–05, Galeria Farnese, Palazzo Farnese, Roma; afresco baseado em um design de Annibale Carracci
- Abraham Leading Isaac to Sacrifice, 1602, Museu de Arte Kimbell, Ft. Worth
- Paisagem com o Batismo de Cristo (em colaboração com G. B. Viola?), c. 1603, Kunsthaus, Zurique
- Paisagem com fuga para o Egito, c. 1605–06, Allen Memorial Art Museum, Oberlin College
- Retrato do Cardeal Girolamo Agucchi, c. 1604–05, Uffizi, Florença
- Paisagem com pescadores, caçadores e lavadeiras, c. 1604–05, Ackland Art Museum, Chapel Hill
- Paisagem com Fording], c. 1604–05, Galleria Doria Pamphilj, Roma
- Adoração dos Pastores c. 1607–1610
- Flagelação de Santo André, 1609, San Gregorio Magno, Roma
- A Ascensão de São Paulo, c. 1606–1608, Louvre
- Cenas da Vida de Diana, 1609, Palazzo Giustiniani, agora Odescalchi, Bassano di Sutri (Roma)
- A "Consecratio" de um imperador romano, 1634-1636, Museu do Prado, Madrid
- Paisagem com fortificações, c. 1634–35, Denis Mahon Collection, Londres
- Cumaean Sybil, c. 1610, Pinacoteca Capitolina, Roma
- Nilo e Bartolomeu, 1608–1610, Abadia de Grottaferrata [1] Arquivado em 2012/04/14 no Wayback Machine[2][3][4] [5] Arquivado em 2012/04/14 no Wayback Machine
- Um Arco Triunfal, c. 1609, Museu do Prado, Madrid
- Caminho para o Calvário, c. 1610, J. Paul Getty Museum, Los Angeles
- Última Comunhão de São Jerônimo, 1614, Pinacoteca do Vaticano [6] e [7]
- Cenas da Vida de Santa Cecília, 1612–1615, afrescos, San Luigi dei Francesi, Roma
- Paisagem com São Jerônimo, c. 1610, Galeria e Museu de Arte de Glasgow
- Paisagem com Sylvia e Sátiros, c. 1615–1620, Pinacoteca Nazionale di Bologna
- Alexandre e Timoclea, c. 1615, Museu do Louvre
- Truth Disclosed by Time (em colaboração com Agostino Tassi), c. 1622, afresco Palazzo Costaguti, Roma)
- Cumaean Sybil, 1616–17, Galleria Borghese, Roma
- Nossa Senhora do Rosário, 1617–1622/25 (Pinacoteca Nazionale di Bologna)
- Concurso de Tiro com Arco de Diana e suas Ninfas, c. 1616–17, Galleria Borghese, Roma
- A Virgem e o Menino com os Santos João Batista e Petrônio, 1626-1629, Pinacoteca di Brera, Milão (em depósito na Galleria Nazionale d'Arte Antica, Roma)
- Santa Inês, c. 1620, Coleção Real, Hampton Court
- Madona de Loreto com os santos João Batista, Paterniano e Anthony Abbot, c. 1618–19, Museu de Arte da Carolina do Norte
- Rinaldo e Armida, c. 1620–21, Louvre, Paris
- Martírio de São Pedro Mártir (depois de Ticiano), c. 1619–1621, Pinacoteca Nazionale di Bologna
- Vida de Apolo, 1616–18, afrescos, Stanza di Apollo, Villa Aldobrandini (Belvedere), Frascati (agora principalmente na National Gallery, Londres)
- Os Quatro Evangelistas e Cenas da Vida de Santo André, 1622-1627, afrescos nos pendentes e coro de Sant'Andrea della Valle, Roma MateusMarcos Lucas
- Paisagem com Hércules e Acheloüs, c. 1622–23, Louvre, Paris
- A Visão de Cristo e Deus Pai de Santo Inácio de Loyola, c. 1622, Museu de Arte do Condado de Los Angeles
- Paisagem com a fuga para o Egito, c. 1623, Louvre, Paris
- Paisagem com criança derrubando vinho, c. 1603–1605, Louvre, Paris
- Repreensão de Adão e Eva, c, 1623–1625, Musée des Beax-Arts, Grenoble
- Uma Alegoria da Agricultura, Astronomia e Arquitetura, c. 1624–25, Galleria Sabauda, Turim
- Repreensão de Adão e Eva, 1626, National Gallery Art, Washington D.C.
- Martírio de Santa Inês, c. 1619–22/25, Pinacoteca Nazionale di Bologna
- Morte de Adônis, Apolo e Jacinto e Narciso, afrescos, 1603–04, Palazzo Farnese, Roma
- Martírio de São Sebastião, 1625–1630, São Pedro, Roma (atual Santa Maria degli Angeli, Roma)
- Assunção da Virgem, 1616–17, Santa Maria di Trastevere, Roma
- Paisagem com Erminia e os Pastores, c. 1623–1625?, Louvre, Paris
- Paisagem com Hércules e Cacus, c. 1622–23, Louvre, Paris
- Santa Cecília com um Anjo, c. 1617–18, Louvre, Paris
- Sacrifício de Isaac, c. 1627–28, Museu do Prado, Madrid
- Cenas da Vida de San Gennaro, 1631–1641, afrescos, Cappella del Tesoro di San Gennaro, Catedral de Nápoles
- Paisagem com Tobias se apoderando do peixe, c. 1610–1612, National Gallery, Londres
- Maria Madalena na Glória, c. 1620, Hermitage, São Petersburgo
- Sibyl, XVII c., M. Žilinskas Art Gallery, Kaunas, Lituânia
- A Aparição dos Anjos a São Jerônimo, Museu do Prado, Madrid.
- O Chefe do Batista, Real Academia de Bellas Artes de San Fernando, Madrid.
- São João Evangelista, c.1625-1628, Museum & Gallery, Inc., em Greenville, SC.

## Galeria

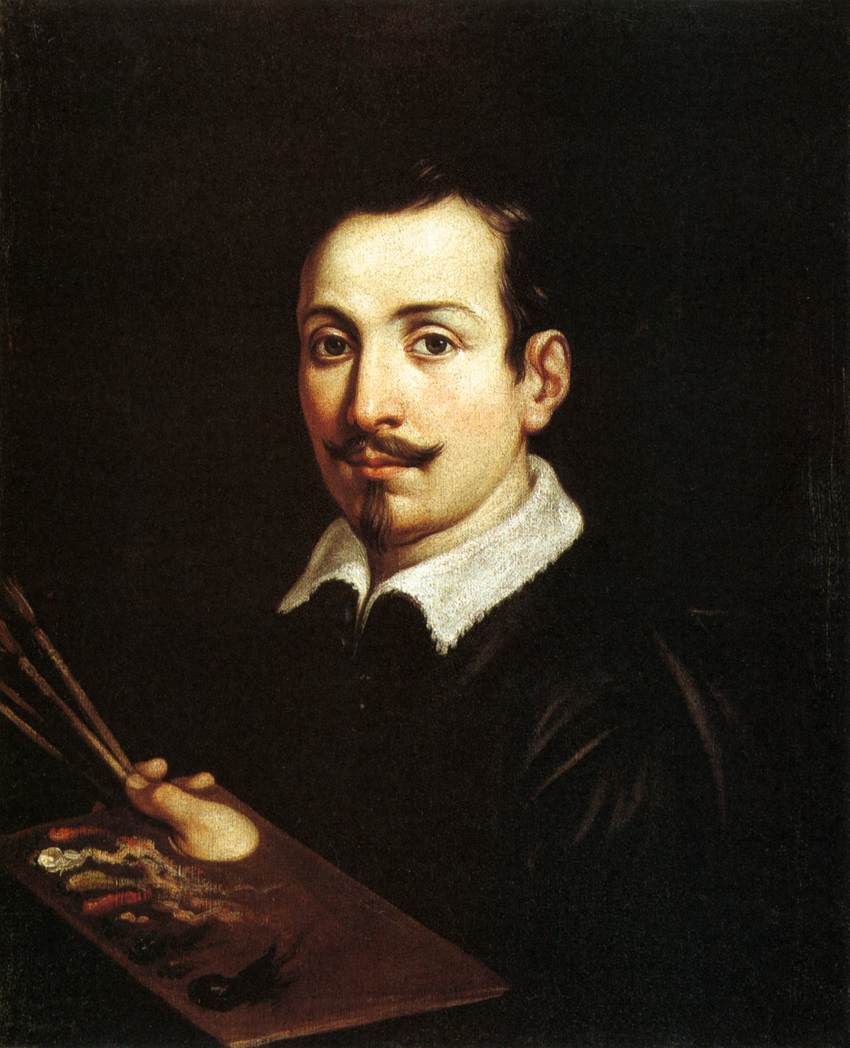
Retrato de Guido Reni, 1603–04
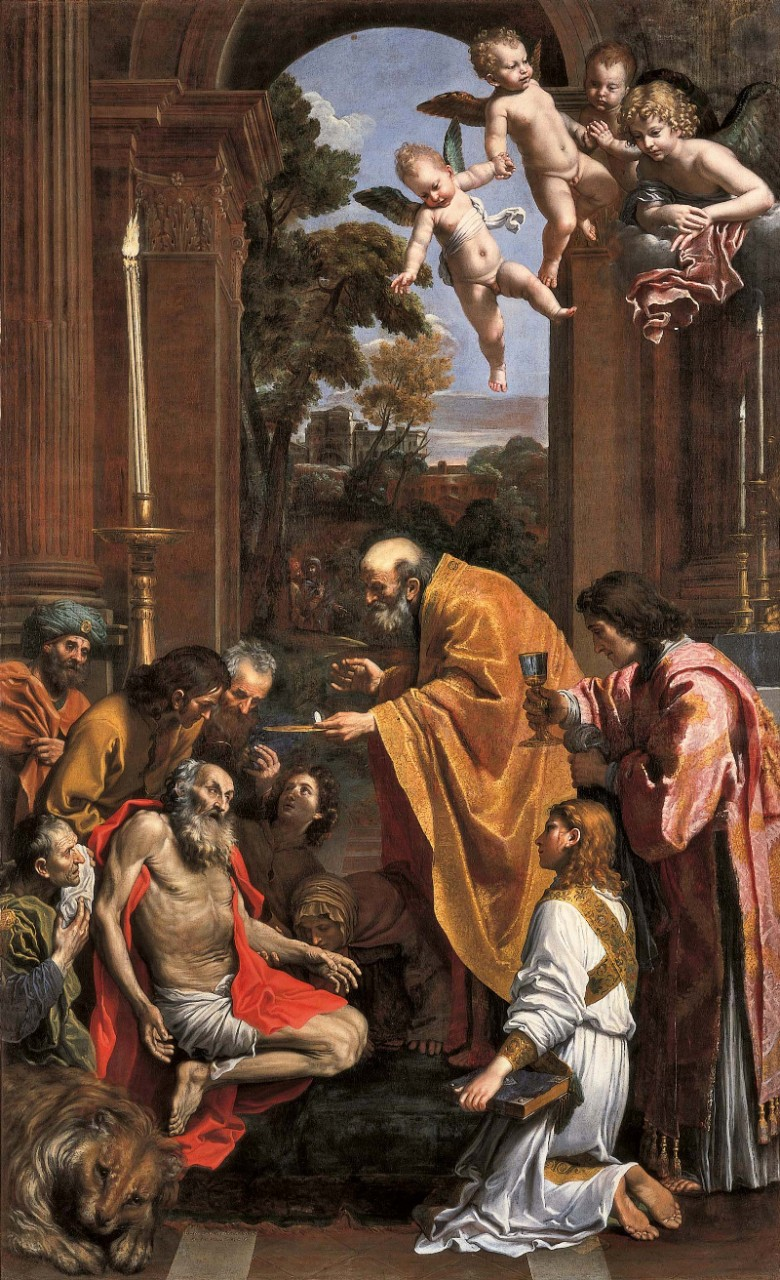
Última Comunhão de São Jerônimo, 1614, Pinacoteca Vaticana
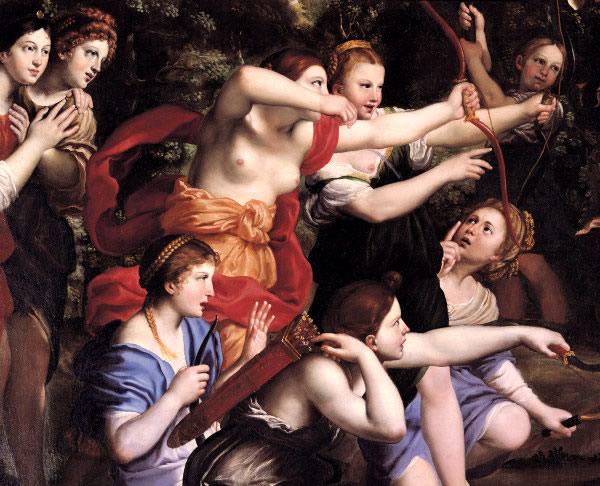
Detalhe de Diana e suas ninfas, 1616–17
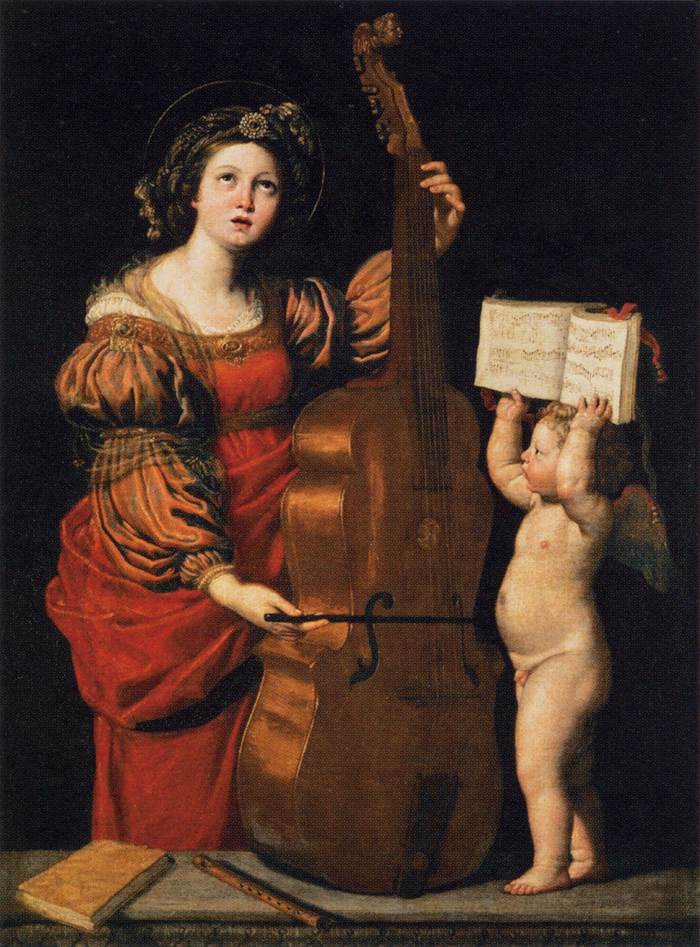
Santa Cecília tocando viola, 1618
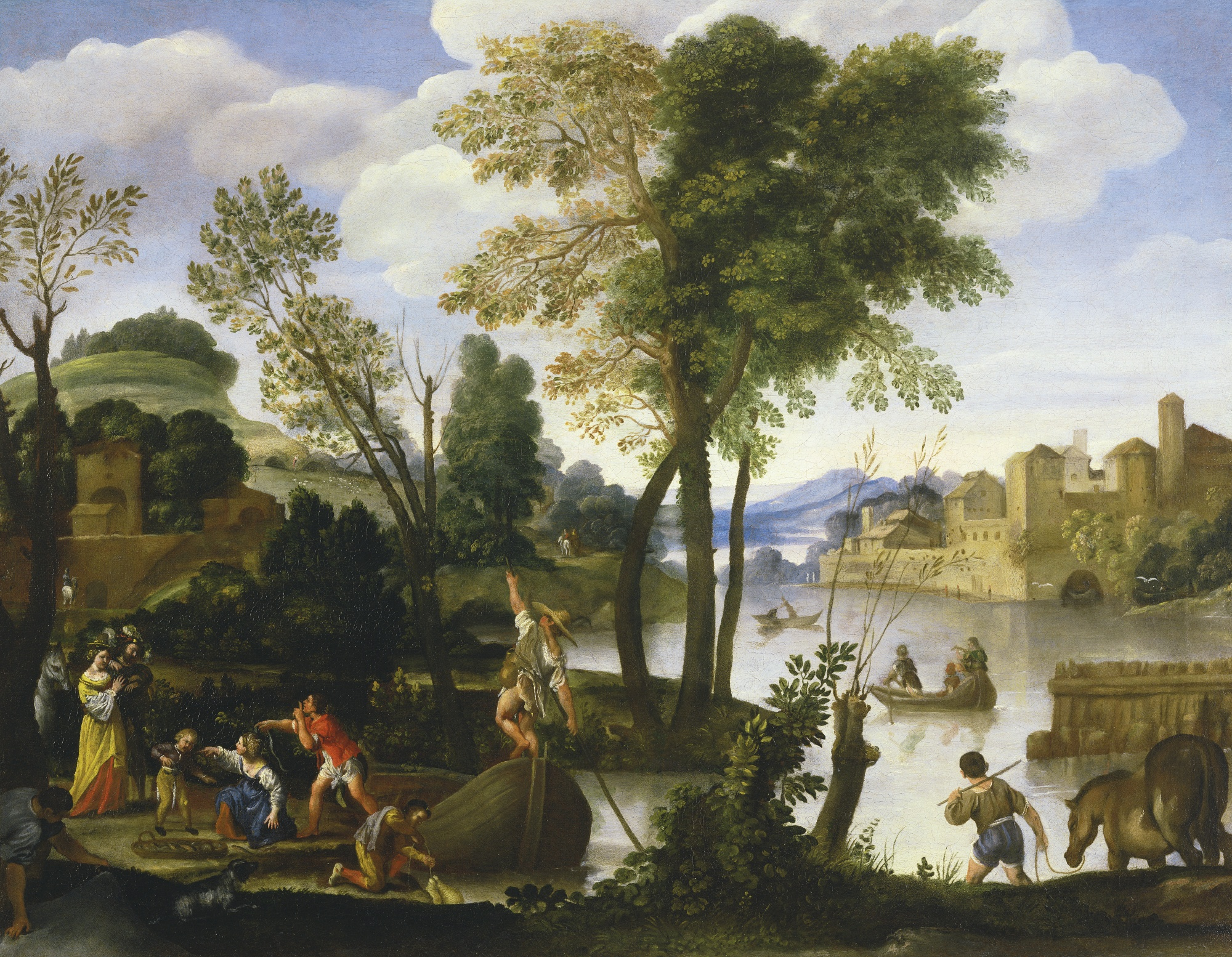
Paisagem do rio com barqueiros e pescadores, um casal elegante caminhando pela costa
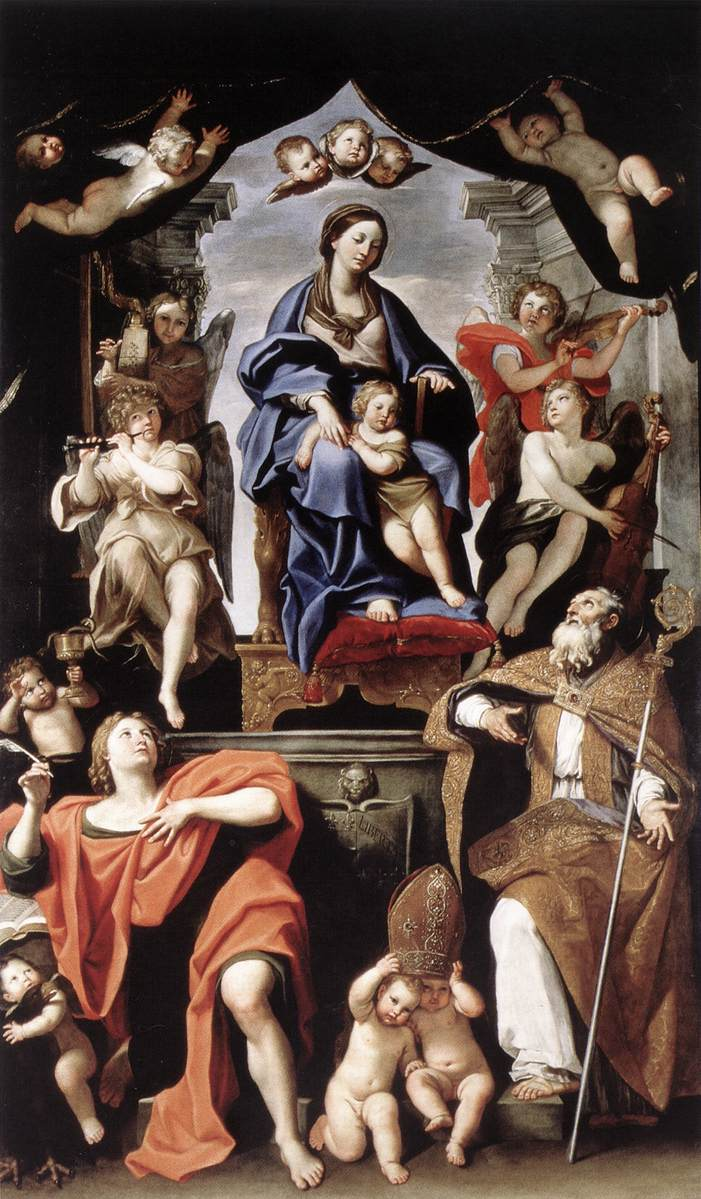
Paisagem do rio com barqueiros e pescadores, um casal elegante caminhando pela costa
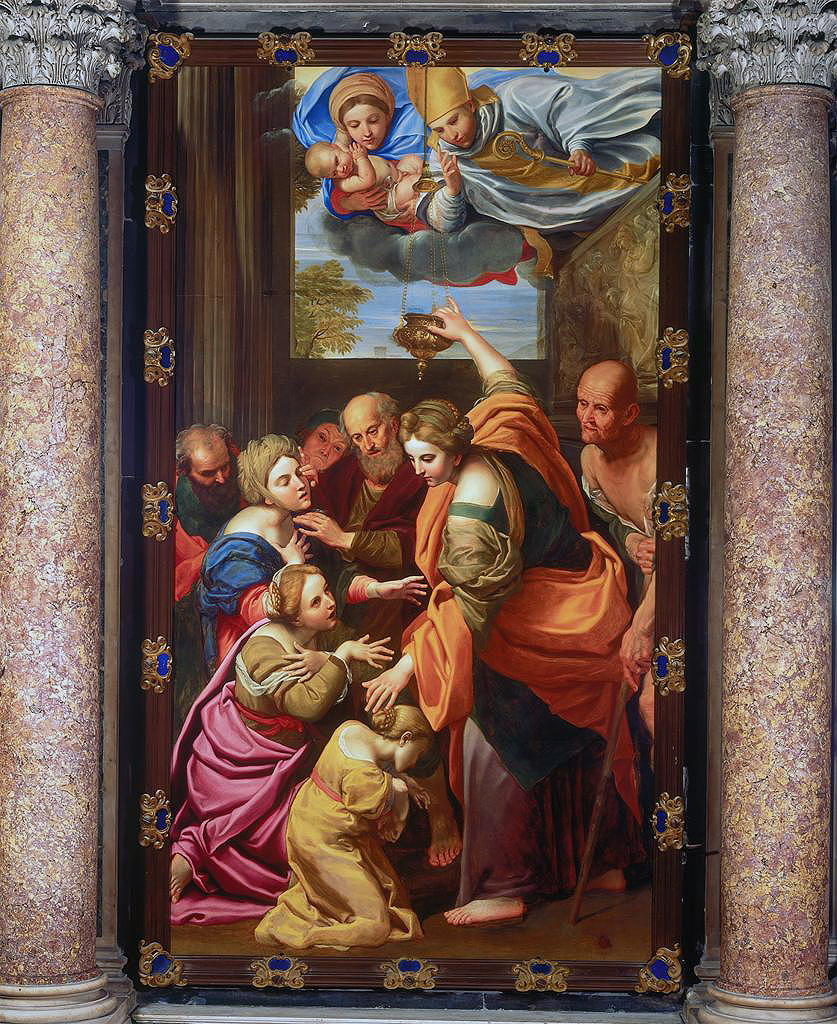
Aparição da Virgem e do Menino e San Gennaro na Lâmpada de Óleo Milagrosa, 1637–38, Catedral de Nápoles
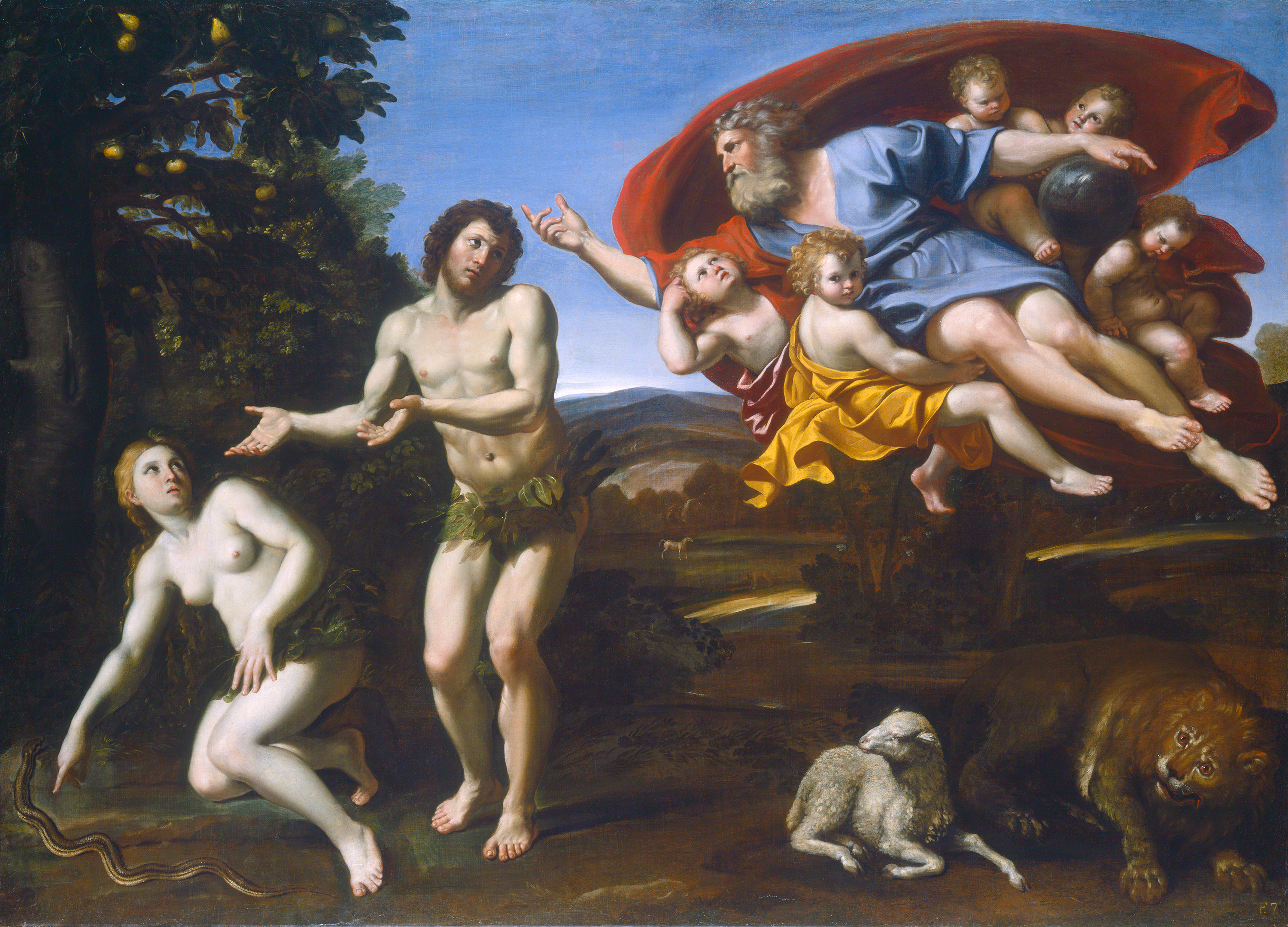
A Repreensão de Adão e Eva, 1626, National Gallery of Art
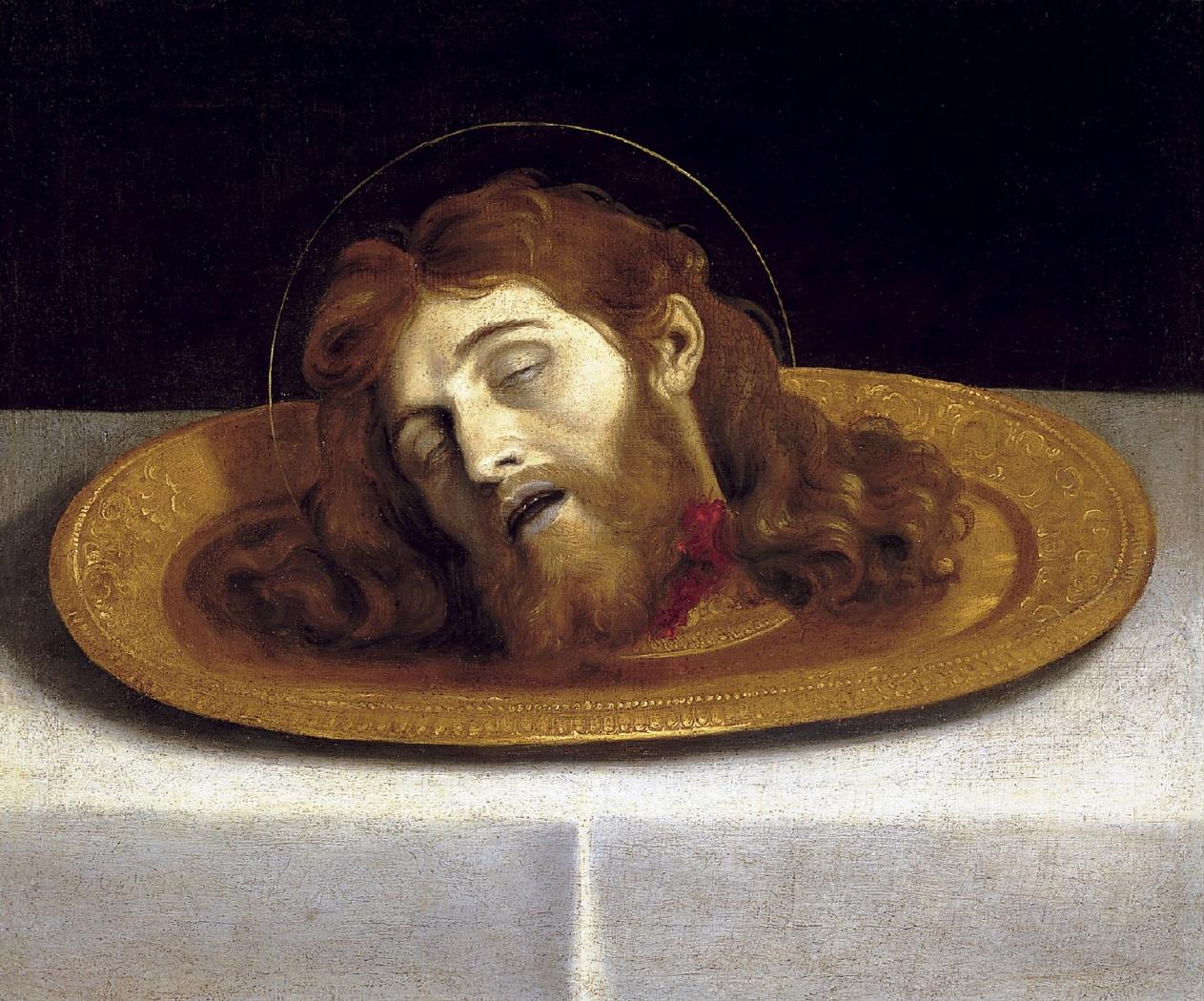
A cabeça do Batista. Real Academia de Bellas Artes de San Fernando, Madrid.
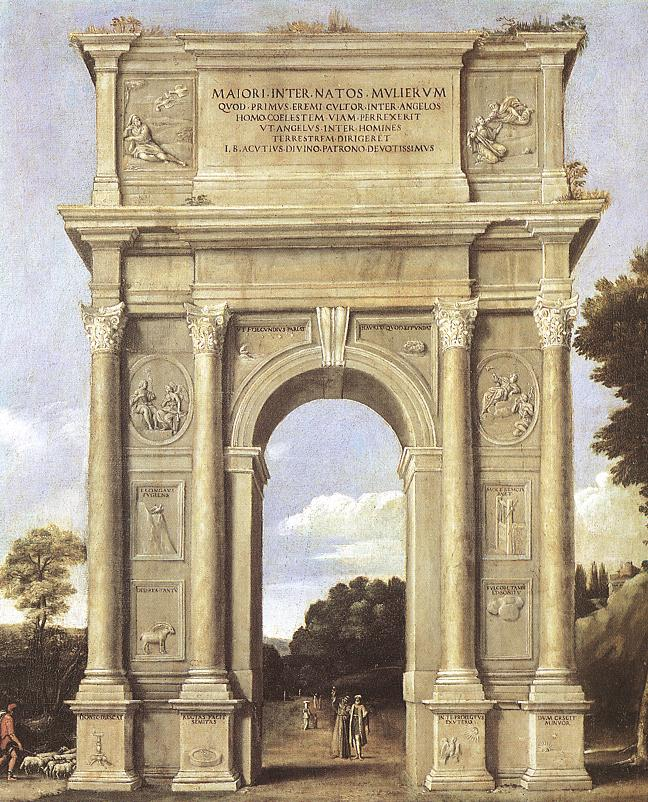
Um arco triunfal, Museu do Prado, Madrid.
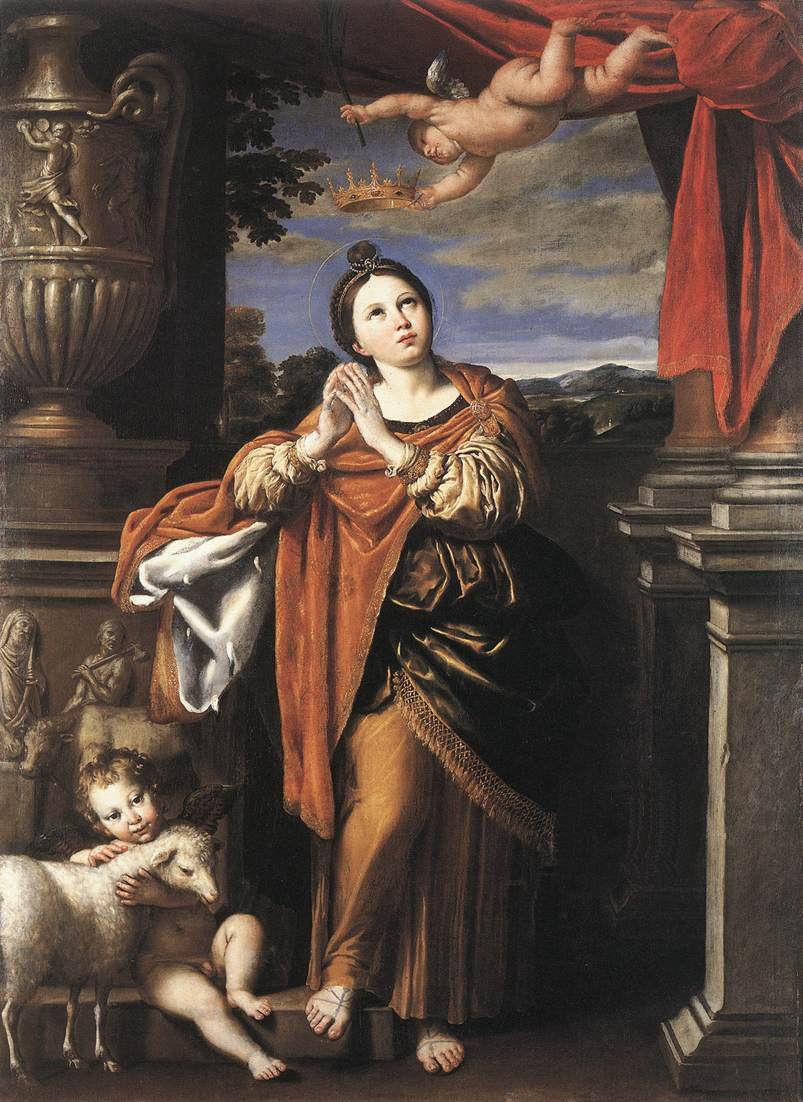
Inês de Roma com anjos e um cordeiro